# Mary Carrillo
Pour les articles homonymes, voir Carrillo.
Mary Carrillo, née Marí Carrillo Moreno le 14 octobre 1919 à Tolède (Castille-La Manche, Espagne) et morte le 31 juillet 2009 à Madrid (Espagne), est une actrice espagnole lauréate du Prix Goya de la meilleure actrice dans un second rôle en 1997.

## Biographie
Marí Carrillo Moreno naît le 14 octobre 1919 à Tolède.
Elle est considérée comme l'une des plus grandes actrices de théâtre espagnoles du XXe siècle.
Elle commence à faire du théâtre dès ses dix ans, et fait officiellement ses débuts en 1936 dans la compagnie d'Hortensia Gelabert, avec un rôle dans El juramento de la primorosa, de Pilar Millán Astray.
Durant la guerre civile espagnole, elle s'installe au Mexique et épouse Diego Hurtado. De leur union naissent quatre filles : Paloma, Teresa, Fernanda et Alicia.
Elle fonde sa propre troupe en 1948.
Elle reçoit le prix national du théâtre en 1949 et 1961, la médaille du Cercle des beaux-arts en 1948 et 1982, le Prix Ondas de la meilleure actrice de télévision en 1969, le Prix Goya de la meilleure actrice dans un second rôle en 1995 et le Prix du Syndicat des acteurs la même année, pour l'ensemble de sa carrière.
À 81 ans, elle rédige ses mémoires intitulées Sobre la vida y el escenario.
Elle meurt le 31 juillet 2009 à Madrid.
Depuis 1991, une rue porte son nom à Tolède.

## Vie privée
Ses trois filles, Paloma (es), Teresa (es) et Fernanda Hurtado (es) sont toutes les trois actrices et sont connues sous le nom des Sœurs Hurtado.

## Filmographie
Sauf indication contraire, les informations mentionnées dans cette section peuvent être confirmées par la base de données cinématographiques IMDb,  présente dans la section « Liens externes ».

### Cinéma
- 1937 : Don Juan Tenorio de René Cardona : Hermana Tornera
- 1937 : Eterna mártir de Juan Orol : Paulina
- 1940 : Marianela de Benito Perojo : Nela
- 1943 : Febbre de Primo Zeglio : Gianna
- 1946 : El doncel de la reina de Eusebio Fernandez Ardavin : Isabelle la Catholique
- 1947 : Três Espelhos de Ladislas Vajda (voix)
- 1958 : L'appartement (El pisito) de Marco Ferreri et Isidoro M. Ferri : Petrita
- 1959 : Les légions de Cléopâtre (Le legioni di Cleopatra) de Vittorio Cottafavi : Hiras
- 1962 : Escuela de seductoras de León Klimovsky : Lysistrata
- 1966 : Nueve cartas a Berta de Basilio Martín Patino : Laura
- 1967 : Los chicos del Preu de Pedro Lazaga : la mère d'Andrés
- 1968 : No le busques tres pies... de Pedro Lazaga : Matilde
- 1969 : Las secretarias de Pedro Lazaga : Adela
- 1970 : Los hombres las prefieren viudas de León Klimovsky (non créditée)
- 1971 : ¿Es usted mi padre? de Antonio Giménez Rico : Micaela
- 1973 : Separación matrimonial de Angelino Fons : Ana
- 1974 : Un hombre como los demás de Pedro Maso
- 1975 : El love feroz o Cuando los hijos juegan al amor de José Luis García Sánchez : Margarita
- 1976 : Colorín colorado de José Luis García Sánchez : Manolita
- 1977 : Hasta que el matrimonio nos separe de Pedro Lazaga : Doña María
- 1977 : Al fin solos, pero... de Antonio Giménez Rico : Madre Sacramento
- 1977 : Tengamos la guerra en paz de Eugenio Martín : Sagrario
- 1978 : Las truchas de José Luis García Sánchez : Mari
- 1978 : Al servicio de la mujer española de Jaime de Armiñán : Celsa
- 1979 : Rocky Carambola de Javier Aguirre : Doña Rosa
- 1979 : La Sabina de José Luis Borau : la marquise
- 1980 : F.E.N de Antonio Hernández : Sonsoles
- 1980 : Le crime de Cuenca (El crimen de Cuenca) de Pilar Miró : Juana
- 1980 : La mano negra de Fernando Colomo : la mère de Manolo
- 1980 : Gary Cooper, qui êtes aux cieux (Gary Cooper, que estás en los cielos) de Pilar Miró : la mère
- 1981 : Crónica de un instante de José Antonio Pangua
- 1981 : Quiero soñar de Juan Logar : María
- 1981 : Cariñosamente infiel de Javier Aguirre : la mère de Laura
- 1982 : La Ruche (La colmena) de Mario Camus : Doña Asunción
- 1983 : Mar brava de Angelino Fons : Carmen
- 1983 : Dans les ténèbres (Entre tinieblas) de Pedro Almodóvar : Marquesa
- 1984 : Akelarre de Pedro Olea : Amunia
- 1984 : Les Saints innocents (Los santos inocentes) de Mario Camus : Señora Marquesa
- 1987 : Las chica de la piscina de Tito Fernández
- 1989 : El niño de la luna de Agustí Villaronga : Anciana carbonera
- 1992 : Une femme sous la pluie (Una mujer bajo la Iluvia) de Gerardo Vera : la mère de Ramón
- 1996 : Más allá del jardín de Pedro Olea : Ama
- 2002 : Esta noche, no de Alvaro Saenz de Heredia : Mrs Rachel

## Télévision
- 1967-1973 : Estudio 1 : Madame Arcati / Clitemnestra (10 épisodes)
- 1968 : La pequeña comedia (1 épisode)
- 1968 : Historias naturales (1 épisode)
- 1970 : Fábulas (1 épisode)
- 1970 : Cuentos y leyendas : La Sueca (1 épisode)
- 1970 : Novela (1 épisode)
- 1970 : Eva frente al espejo (1 épisode)
- 1970 : Las tentaciones (1 épisode)
- 1971 : Teatro de siempre (1 épisode)
- 1980 : Fortunata y Jacinta : Doña Bárbara Arnaiz (10 épisodes)
- 1980 : Les chevaux du soleil : Marie
- 1997 : Mamá quiere ser artista (6 épisodes)
- 1999 : ¡Qué grande es el teatro! : Julia (1 épisode)

## Distinctions
- 1948 et 1982 : Médaille d'or du mérite des beaux-arts[2]
- 1949 et 1961 : Premio Nacional de Teatro[2]

## Récompenses
Sauf indication contraire, les informations mentionnées dans cette section peuvent être confirmées par la base de données cinématographiques IMDb,  présente dans la section « Liens externes ».
- Prix Goya 1995 : Prix Goya de la meilleure actrice dans un second rôle pour Más allá del jardín
- Prix Ondas 1968 : Prix Ondas de la meilleure actrice de télévision